# IC 5188
IC 5188 ist eine Balken-Spiralgalaxie vom Hubble-Typ SBc im Sternbild Tukan am Südsternhimmel, welche etwa 203 Millionen Lichtjahre von der Milchstraße entfernt ist.
Das Objekt wurde im Jahre 1899 von DeLisle Stewart entdeckt.